# Memecylon papuanum
Memecylon papuanum är en tvåhjärtbladig växtart som beskrevs av Elmer Drew Merrill och Lily May Perry. Memecylon papuanum ingår i släktet Memecylon och familjen Melastomataceae. Inga underarter finns listade i Catalogue of Life.